# 内山佳子
内山 佳子（うちやま よしこ、1970年11月1日 - ）は、札幌テレビ放送（STV）のアナウンサー。

## 来歴・人物
神奈川県立金井高等学校、フェリス女学院大学音楽学部声楽科卒業後、1994年入社。
1996年10月、今中麻貴から引き継ぎ「ズームイン!!朝!」と「ズームイン!!SUPER」を2006年9月29日まで、また2001年10月より2005年10月8日まで「ズームイン!!サタデー」を担当した。
2006年3月札幌交響楽団コントラバス副首席奏者の斎藤正樹と結婚を報告。2008年春より産休に入り第一子（女児）を出産、2009年4月に復帰。
第44回NNSアナウンス大賞ラジオ部門大賞受賞。

## 担当番組
ラジオ
- 工藤じゅんきの十人十色
- GOOD TIME MUSIC
- STVニュース（不定期）

## 過去出演した番組

### テレビ
- 朝6生ワイド
- ズームイン!!朝!
- ズームイン!!SUPER
- ズームイン!!サタデー
- STVストレイトニュース
- マハトマパンチ
- 金曜ロードSHOW!・特別エンターテインメント全国好きな嫌いなアナウンサー大賞2017、2018（2017年5月12日、2018年6月1日、日本テレビ系全国ネット）

### ラジオ
- 『奥山コーシンの日よういっぱい生ワイド』
- 『オハヨー!ほっかいどう』
- 『スーパーポップス』
- 『内山佳子のアタックヤング』
- 『みのやと佳子のときめきワイド』
- 『どさんこラジオ』（月 - 金曜 12:00 - 17:57） - 「内山よしこ」名義
- 『すこやか母子手帳』（日曜 7:20 - 7:30）
- 音楽の風（土曜 23:30 - 24:00）
- きらめきモーニング（日曜9:15 - 9:30、2019年10月 - 2020年3月）
- まるごと!エンタメ〜ション 内 『ようじのぢかん』
  - 12月第3週（2022年12月19日 - 23日）
  - 8月第4週（2023年8月28日 - 9月1日）
- KANのロックボンソワ - KAN療養に伴う代演
- COCONO Sラジ（午後のSラジ （仮）） - 木曜日担当